# Cultura dels dòlmens del Caucas occidental
La cultura dels dòlmens del Caucas occidental (en rus: Дольменная культура Западного Кавказа) és una cultura arqueològica de l'edat del bronze mitjà. Ocupa principalment els dos vessants muntanyencs i les zones premuntanyoses a banda i banda de la serralada del Caucas, a l'àrea occidental. Tenia per límit oriental la conca del riu Labà (tot i que probablement s'estenia a Karatxai-Txerkèssia i fins a Zheleznovodsk, en l'actual krai de Stàvropol), i per límit occidental la costa de la mar Negra; arriba al sud fins a Otxamtxire, a Abjàsia. La seua àrea d'influència arribava a zones de la plana, a la península de Taman, al voltant de Saratovskaia i potser l'àrea de Maikop.

## Història del descobriment i recerca
El descobriment d'aquesta cultura començà amb l'estudi de la seua manifestació més visible: les tombes megalítiques. El 1794, l'acadèmic P. S. Pallas esmentà el grup de dòlmens propers a l'assentament de Chokrak-Koi (als voltants de l'actual stanitsa Fontalóvskaia), a la península de Taman. Altres viatgers van fer-ne les seues observacions en la primera meitat del s. XIX, com el francés Taibout de Marigny, al 1818, el britànic James Bell o el francés Dubois de Mont Perreux entre 1837 i 1839. L'estudi pràctic dels dòlmens començà en la segona meitat del segle, amb les recerques de N. L. Kamenev entre 1869 i 1870. Entre 1878-1886 diversos dòlmens van ser excavats per I. D. Felitsin, la comtessa P. S. Uvàrova, V. M. Sysoyev i V. I. Sizov. Foren, però, les excavacions de Nicolai Veselovski, en la stanitsa Tsàrskaia (actual Novosvobódnaia) les que obriren al món la cultura de la qual procedeixen els dòlmens.
Malgrat que les troballes relatives a la cultura foren estudiades per investigadors com V. V. Bzhaniya o O. M. Dzhaparidze, l'atenció se centrà en els dòlmens. Entre 1945 i 1950 I. N. Ajanov es dedicà a l'estudi de l'antic assentament trobat a la badia de Gelendzhik. En la dècada de 1950, a la cova Vorontsóvskaia, al sud de la ciutat de Sotxi, l'equip de L. N. Soloviov va obrir diverses capes de materials d'aquesta cultura. L. I. Lavrov al 1960 publicà aquestes recerques (vegeu bibliografia). La següent etapa d'estudi començà al 1967 amb la creació d'un equip especial per als dòlmens sota la direcció de V. I. Markovin, en què també participaven P. O. Autlev, V. I. Kozenkova, i V. V. Bzhaniya. Entre aquest any i 1975 se'n recollí una gran quantitat de material. Aquest projecte fou l'inici real de l'estudi integral dels jaciments d'aquesta cultura. En primer lloc, cal esmentar la campanya d'excavacions de 1970 al jaciment Deguavski-Dajovski (Дегуакско-Даховского поселения) al costat del Bélaia, a Adiguèsia. L'equip també investigà el jaciment contemporani de Bogatyr (Богатырской поляне) prop de Novosvobódnaia.
P. O. Autlev, arqueòleg de Maikop, va obrir el 1967 dos jaciments de dòlmens a la regió de Novosvobódnaia, al costat del riu Fars, Novosvobódnenskoie-1, al Dlinnói, i Novosvobódnenskoie-2, a la parcel·la Starchikí. Tots dos els excavaren en la dècada de 1980 A. D. Rezepkin i M. V. Rysin, respectivament. A poc a poc en aquesta època van sortint a la llum els Osinovskoye-2, Chubukin Burog i Starchikí-2, al voltant del Bogatyr, prop de Novosvobódnaia.
No es feu, però, una recerca profunda dels jaciments, perquè s'hi estudià sobretot els dòlmens (vegeu els treballs d'A. M. Bianki, A. N. Guei, A. V. Dmitriev, N. V. Lovpache, V. I Markovin, B. V. Meleshko, A. D. Rezepkin, M. K. Teshev o V. A. Trifonov). V. A. Trifonov va realitzar la reconstrucció d'un complex megalític, el primer treball d'aquest tipus a Rússia.
Les recerques dels darrers anys s'han centrat en l'arqueoastronomia (N. V. Kondriàkov, M. I. Kudin). Professionals i entusiastes independents han desenvolupat una gran labor en la troballa de nous conjunts de dòlmens, principalment al vessant meridional del Caucas: caldria esmentar les restes trobades a Xepsi.

## Període

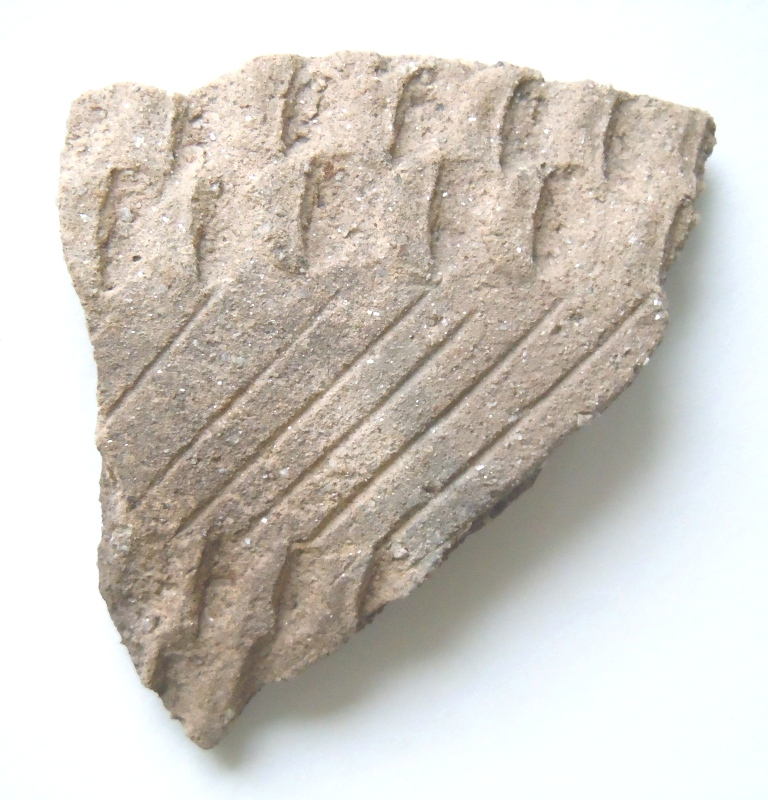
Fragment de ceràmica del jaciment de Chubukin Bugor

La cultura dels dòlmens del Caucas occidental uneix les tradicions de les cultures neolítiques de la ceràmica incrustada amb perles i la de la cultura de Maikop, les arrels de la qual es troben a Mesopotàmia. S'observa una certa successió entre la cultura trobada a Novosvobódnaia. Es troben paral·lelismes quant a les tombes megalítiques i la ceràmica. Es desconeix què posà fi a aquesta cultura, si canvià bruscament la població que ocupava aquestes terres, doncs s'hi han trobat dòlmens inacabats. També és objecte de debat l'origen de la cultura megalítica al Caucas occidental, que pot coincidir o no amb les migracions de les ètnies.
La cultura dels dòlmens hi apareix cap a 2900-2800 ae. L'anàlisi radiocarbònica de mostres del conjunt de dòlmens Psynako-I mostra que es remuntava al 2340±40 ae, i el de les mostres de la capa inferior del jaciment Deguakski-Dájovski indicava l'any 2070 ae (2060±80 ae). Els dòlmens de Kolijo daten del 1800 ae i el 1500 ae. Els dòlmens van deixar de construir-se entre 1400 i 1300 ae. Diversos estudis n'assenyalen altres cronologies.
En temps recents s'han trobat alguns petròglifs als dòlmens, entre els quals cal destacar-ne un que representa la caça del cérvol i un altre que representa un combat entre dos homes, anomenat "Els bessons" (близнецов), que es trobà prop de Djubga i que mostra analogies amb la cultura Kemi Oba de Crimea i el sud d'Ucraïna, la qual cosa pot indicar una religió i origen comuns per a la població d'aquestes dues regions adjacents.

## Habitatges
Els assentaments de la cultura dels dòlmens se situaven en les proximitats immediates dels rius, en terrasses fluvials o als pendents de les ribes. També es coneixen poblats en elevacions, com el de Bogatyr (rodalia de Novosvobódnaia) o el mont Autl (prop del seló Solokhaül, al districte Lazarevski del municipi de Sotxi). L'assentament Osinovskoie-II, que es troba al costat del kurgan Kamenski, prop de Novosvobódnaia, és un petit poblat destinat als constructors de dòlmens. S'han trobat altres petites colònies d'aquest tipus al costat de conjunts de dòlmens.
Els habitatges estaven construïts amb una estructura revestida d'argila, amb sòls de terra batuda. La pedra s'utilitzava en molt poques ocasions. Tenien forns d'argila i clots recoberts d'argila per emmagatzemar productes.

## Economia

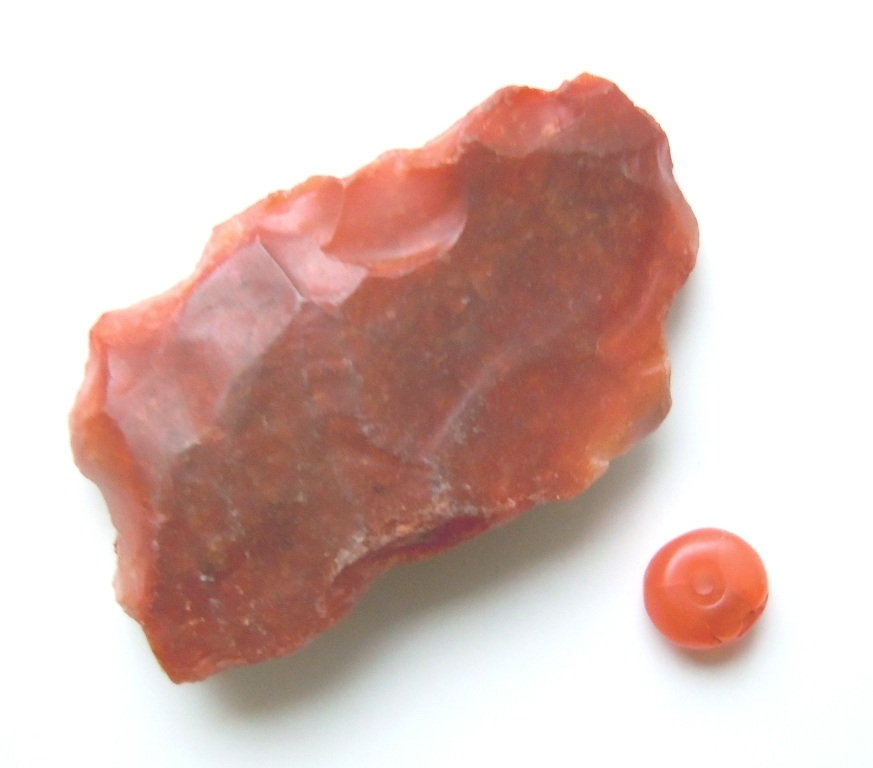
Cornalina i gra del jaciment Chubukin Bugor

L'economia de les comunitats d'aquesta cultura es basava en l'agricultura i la ramaderia (porcs, principalment, encara que també bestiar major i altre bestiar menor). Tenien cavalls i gossos. La caça i la pesca també tenien un paper en l'economia. Quant a l'artesania es pot destacar la fabricació de ceràmica, la talla de pedra, la metal·lúrgia, els teixits i el cuir. Treballaven la terra amb rudimentàries aixades de pedra i segaven amb corbelles de pedernal. Molien el gra amb corrons de pedra sobre superfícies pètries. Del seu coneixement de la metal·lúrgia ens han arribat motlles, lingots i una varietat d'objectes en bronze arsenical. S'han trobat collarets de cornalina que són prova del comerç amb terres tan llunyanes com l'actual Iran o l'Índia.

## Temples
No s'han trobat estructures independents que es puguen associar a la funció de santuari o temple de la cultura dels dòlmens, tret dels mateixos dòlmens, dels quals hi ha raons per pensar que complien tal funció, per les característiques que tenen, amb una façana oberta al lloc de culte. Altres elements megalítics dels conjunts de dòlmens (cromlec, dromos, menhir) ens donen informació sobre les creences religioses i la cosmogonia d'aquest poble antic. Mostra característica n'és el complex de kurgans i dòlmens Psynako-I, prop de Tuapsé.

## Conservació
S'està treballant perquè es consideren Patrimoni de la Humanitat.

## Galeria

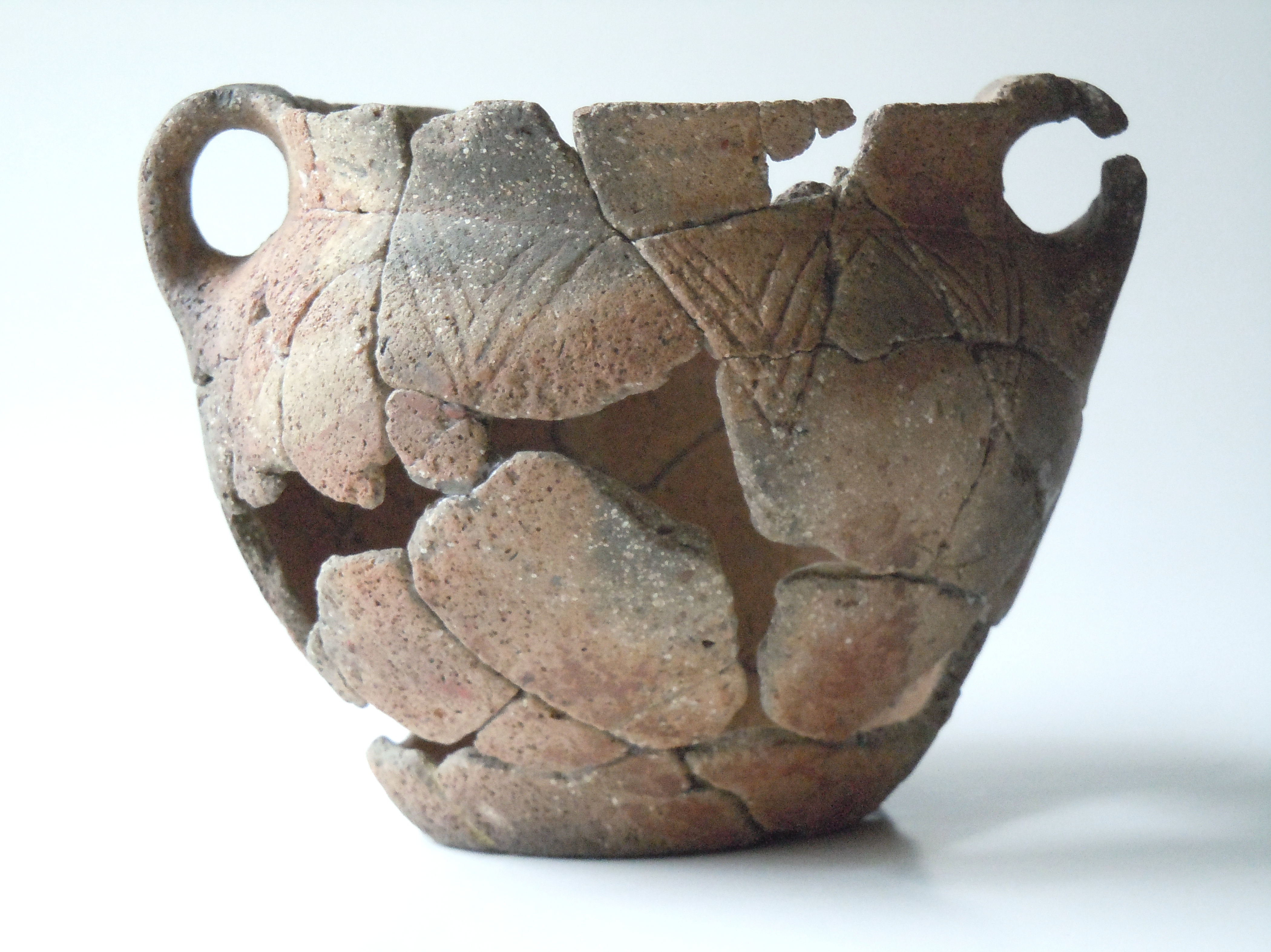
Àmfora de la cultura dels dòlmens
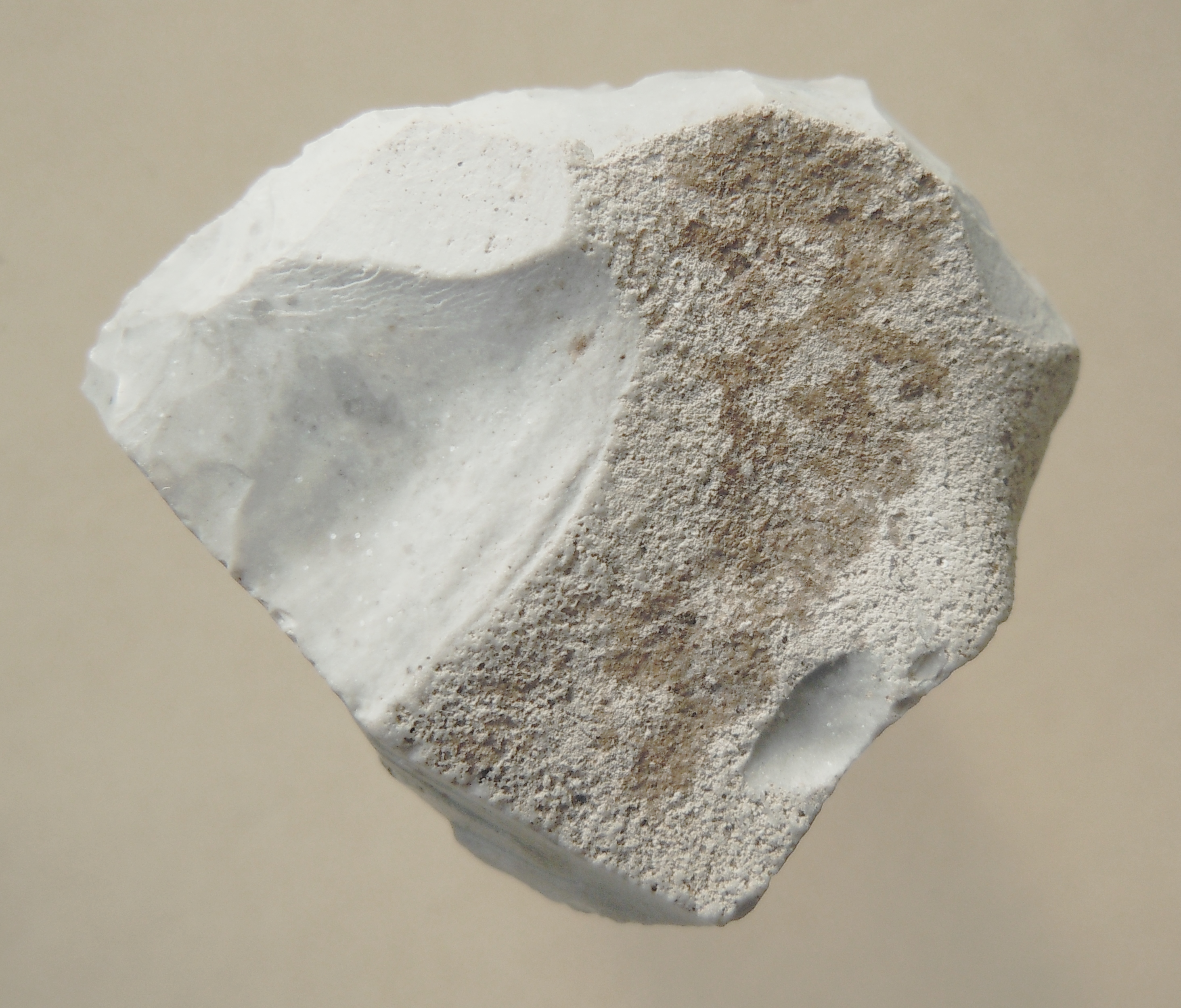
Raspador de pedernal